# Burg Montségur
Der Montségur (okzitanisch „sicherer Berg“) ist ein 1207 m hoher felsiger Berg am Nordhang der östlichen Pyrenäen, etwa 20 km südöstlich der Stadt Foix, im Norden der Gemeinde Montségur im Département Ariège der Region Okzitanien in Frankreich. Auf seinem Gipfel stand  die Katharerburg Montségur, die wohl bekannteste Burg der Katharer. Der später an ihrer Stelle errichtete Festungsbau ist heute eine Ruine.

## Geschichte

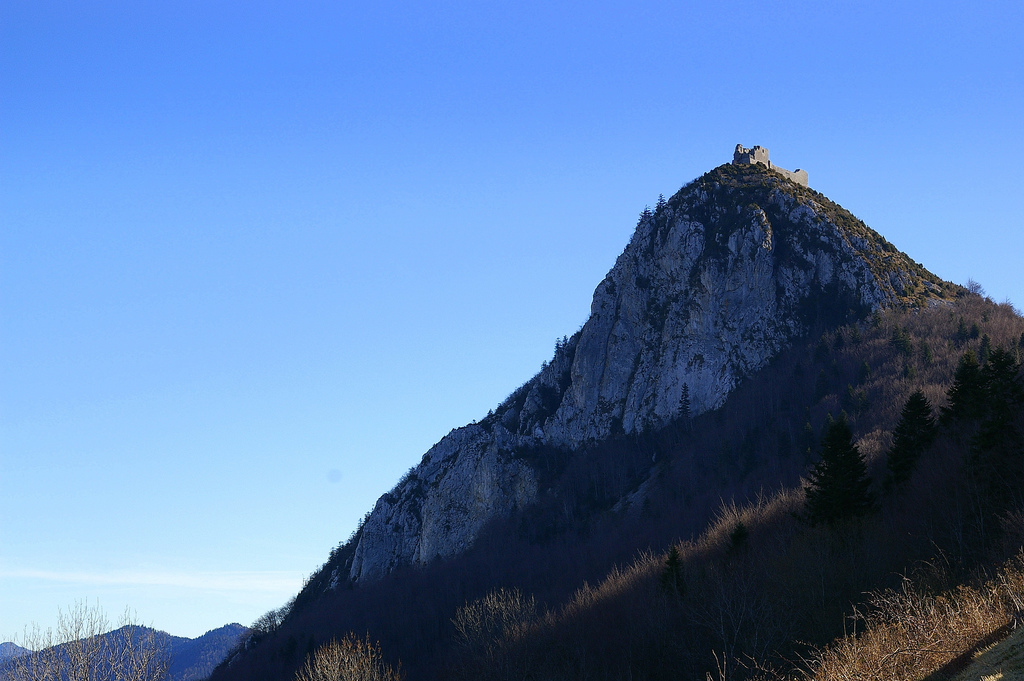
Der Bergkegel von der Talseite

Der prominente Felsgipfel trägt Spuren menschlicher Besiedlung, die von steinzeitlichen über bronzezeitliche und vorrömische eisenzeitliche der Latènezeit zu Funden spätrömischer Münzen reichen. Über die Anlagen spätantiker und frühmittelalterlicher Siedlungen auf dem mont segur (okzitanisch; von lateinisch mons securus ‚sicherer Berg‘) ist wenig bekannt.
Im Hochmittelalter befand sich eine Gipfelburg auf dem kuppelartigen Felsen, dem  Pog, die Mitte des 12. Jahrhunderts in verfallenem Zustand war. Um das Jahr 1204 ließ Raimund de Péreille sie wiederaufbauen und 1232 die Befestigung der Höhensiedlung verstärken. Im selben Jahr wurde auf Beschluss des Katharerbischofs von Toulouse, Guilhabert de Castres, Montségur Sitz und Hauptstadt der katharischen Kirche.
Nach dem Albigenserkreuzzug (1209–1229), den Papst Innozenz III. gegen die als häretisch betrachtete Glaubensgemeinschaft der Katharer in Okzitanien initiiert hatte, wurde die Burg Montségur das wichtigste Refugium der katharischen Gemeinde. Ihre Verfolgung durch die römisch-katholische Kirche verschärfte Papst Gregor IX., indem er dafür Sonderbeauftragte als Inquisitoren berief. In Toulouse war der Dominikaner Guillaume Arnaud Mitglied des Tribunals, das 1241 über drei Glaubensabtrünnige Todesurteile verhängte, deren Vollstreckung der weltlichen Justiz oblag. Jener und sein Amtskollege fielen 1242 in Avignonet einem Attentat zu Opfer, das die drei Verurteilten und weitere Glaubensgenossen verübten, mit Unterstützung von Pierre Roger II. de Mirepoix, dem Gouverneur der Festung Montségur.
Daraufhin wurde der Montségur 1243 unter Führung des königlichen Seneschalls von Carcassonne durch Soldaten sowie Kreuzritter des Erzbischofs von Narbonne in Angriff genommen und belagert. Die Belagerten mussten im Frühjahr 1244 nach zehn Monaten Widerstand – aufgrund von Nahrungsmangel und militärischen Niederlagen – in Übergabeverhandlungen eintreten.
Die Bewohner der Burg wurden vor die Wahl gestellt, entweder ihrem Glauben abzuschwören oder auf dem Scheiterhaufen verbrannt zu werden. Am Morgen des 16. März 1244 wurde die Burg nach einem Waffenstillstand von zwei Wochen an die Belagerer übergeben. 225 Katharer unter ihrem Bischof Bertrand Marty wurden verbrannt, weil sie die geforderte Unterwerfung unter den katholischen Glauben verweigerten. Einige Katharer konnten auf die Burg Puilaurens flüchten. Dort wurden sie später ermordet.

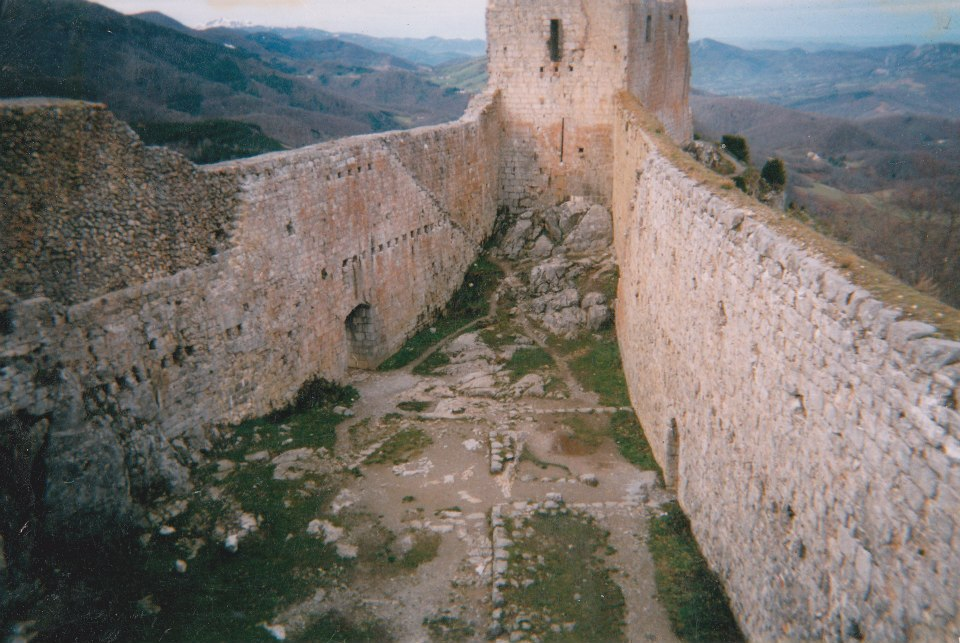
Innenhof der heutigen Ruine

Ende des 13. Jahrhunderts wurde anstelle der geschleiften Katharerburg eine königliche Grenzfestung gegen Aragon errichtet. Bis ins 17. Jahrhundert ist eine Garnison in der Burg nachweisbar. Anschließend verfiel diese Festungsanlage allmählich.

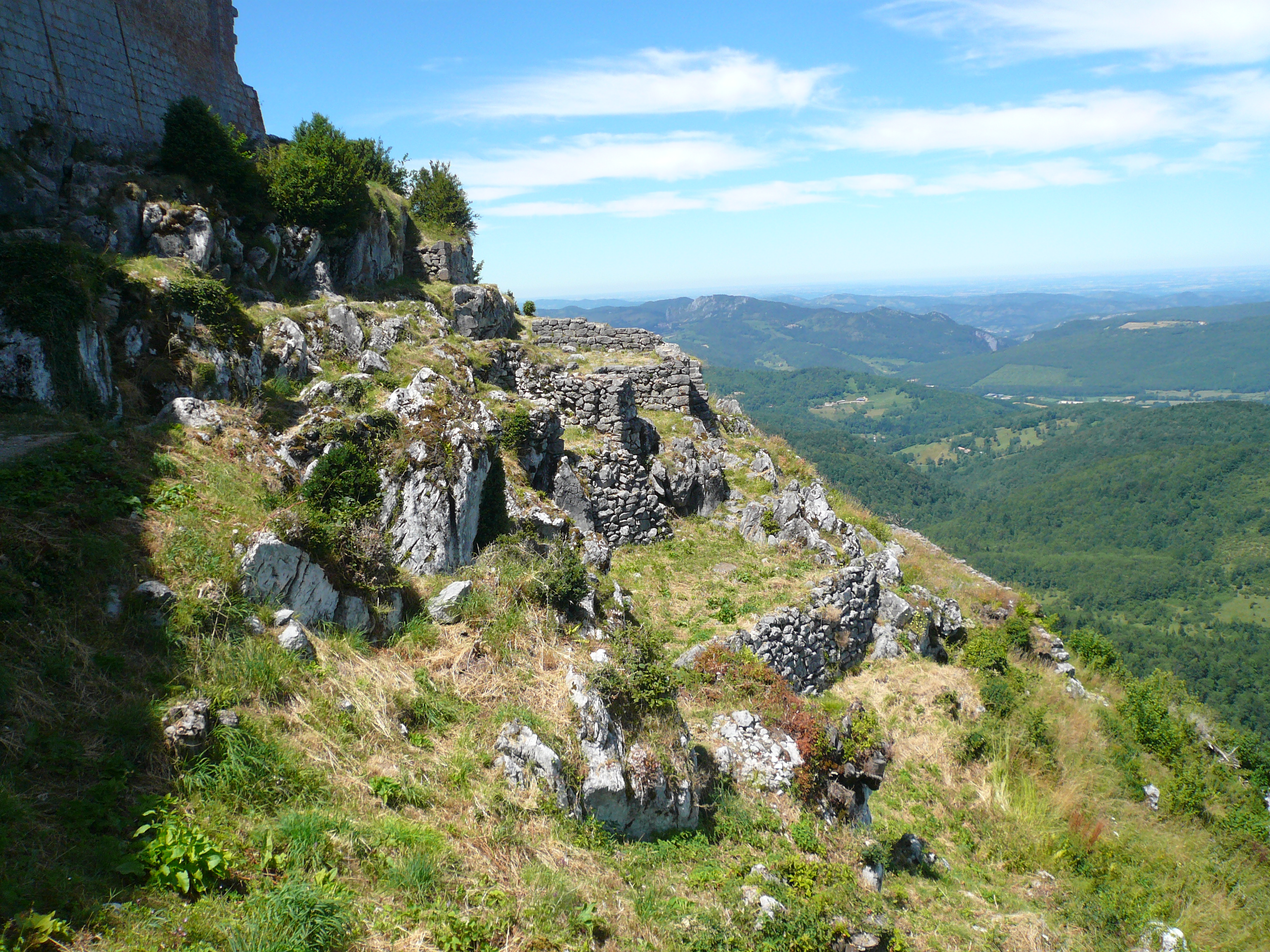
Mauerreste auf Terrassen am Nordhang des Pog de Montségur

Die Burg Montségur ist seit 1862 als Monument historique geschützt. Die durch archäologische Grabungen erschlossene katharische Siedlung unmittelbar an der Burg und die Überreste der Verteidigungsanlagen auf dem Pog (Puy) de Montségur wurden 1989 unter Schutz gestellt.

## Rezeption
Die tragische Geschichte des Untergangs der Katharer auf Montségur inspirierte zu Legendenbildungen, in denen, ähnlich wie später im Fall der Vernichtung der Templer, auch ein Zusammenhang mit dem Heiligen Gral hergestellt wurde, der demnach auf Montségur von den Katharern verborgen gehalten worden sei.
Eine Theorie besagt, dass die gesamte Grals-Sage damals von der katholischen Kirche bewusst als Propagandamittel erfunden und eingesetzt worden sei, um sie gegen die Katharer zu nutzen. Denn mit der Gralssage wird die Gottessohnschaft Christi betont, die die Katharer immer abgelehnt hatten.
Das Thema des heiligen Grals spielt in der mittelalterlichen Literatur eine wichtige Rolle. Chrétien de Troyes, der als Begründer des höfischen Versromans gilt, verfasste in den 1170er bis 1190er Jahren mehrere Romane zum Legendenkreis um König Artus und den Heiligen Gral. Im deutschsprachigen Raum wurde das Thema u. a. von Wolfram von Eschenbach in seinem Artusroman Parzival (um ca. 1200 bis 1210) aufgegriffen. Aufgrund der geschichtlichen Zusammenhänge wurde vermutet, dass es sich bei Wolframs Gralsburg – im Text als Munsalvaesche bezeichnet – um Montségur handeln könnte.
Montsegur heißt ein Lied der britischen Heavy-Metal-Band Iron Maiden auf dem Album Dance of Death (2003). Le pietre di Montsegur ist ein Album des italienischen, in der Schweiz lebenden Cantautore Pippo Pollina.

## Dokumentationen
- Mysterien des Mittelalters - Kreuzzug gegen die Katharer. (Originaltitel: Medieval Dead - The Fortress of Montesegur.) TV-Dokumentation von Jeremy Freeston (Regie), GB 2015; deutsche Synchronfassung ZDF 2016 (permanent abrufbar auf: youtube.com).